# Prehistorie van Nieuw-Guinea

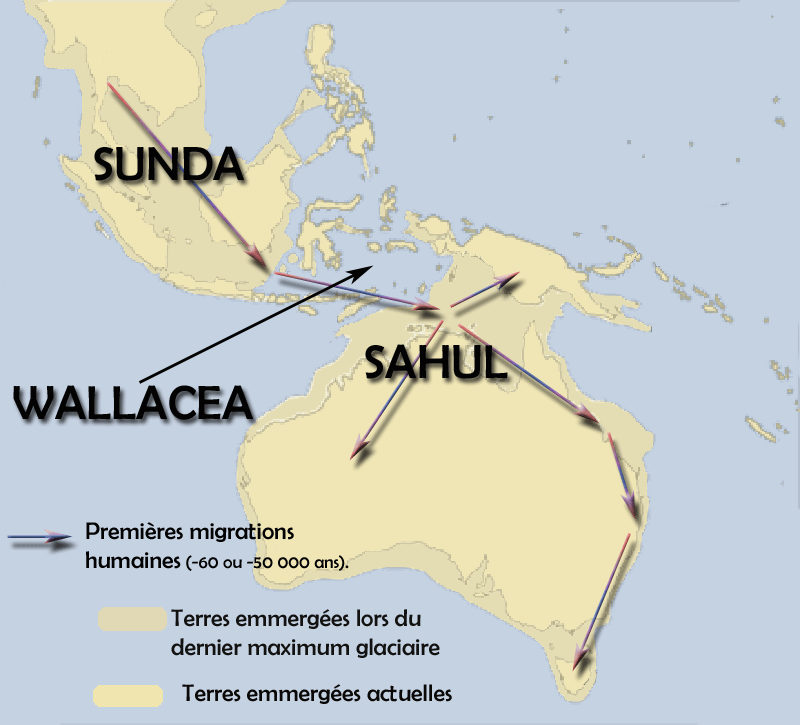

De prehistorie van Nieuw-Guinea omvat de periode vanaf de aankomst van de eerste mensen tot de Europese kolonisering van het eiland Nieuw-Guinea, tegenwoordig verdeeld in de Indonesische provincies Papoea en West-Papoea in het westen, en de onafhankelijke republiek Papoea-Nieuw-Guinea in het oosten.
Omstreeks 60.000 tot 50.000 jaar geleden, toen het voor het eerst door mensen werd bewoond, vormde Nieuw-Guinea het noordelijke deel van Sahoel, een landmassa die ook het Australische continent omsloot. Ook de eilanden ten westen van Nieuw-Guinea waren in die tijd groter en deels aaneengesloten, en vormden stapstenen naar de eveneens aaneengesloten landmassa van Soendaland, het zuidelijke deel van het Aziatische continent. In een van de eerste migraties van vroege moderne mensen vanuit Afrika trokken deze langs de zuidkusten van Azië, en bereikten zo uiteindelijk over zee de landmassa van Sahoel.
Stenen werktuigen met een leeftijd van ongeveer 40.000 jaar werden gevonden op het Huonschiereiland in de provincie Morobe. Al ongeveer 40.000 jaar geleden vestigden de eerste kolonisten zich op de eilanden Nieuw-Brittannië en Nieuw-Ierland in de Bismarck-archipel. De Hooglanden van Nieuw-Guinea werden 30.000 jaar geleden bewoond. Vondsten in de Kilu-grot toonden dat 28.000 jaar geleden mensen op het eiland Buka (Autonome Regio Bougainville) woonden en op een voormalig eiland, dat het grootste deel van de huidige Salomonseilanden omvatte. Buka werd gekoloniseerd vanuit Nieuw-Ierland, waarbij men over zee moest reizen zonder land aan de overzijde te kunnen zien. Manus werd vervolgens 20.000 jaar geleden gekoloniseerd, waarbij men 200 km over zee moest afleggen, waarvan 75 km zonder zicht op land. De menselijke kolonisering ging vervolgens door tot men 3.500 jaar geleden het oostelijke uiteinde van de Salomonseilanden bereikte.
De eerste kolonisten leefden van jagen, vissen en planten verzamelen. De pilinoot (Canarium sp.) werd waarschijnlijk eerst aan de noordkust van Nieuw-Guinea verzameld, en de bomen werden vervolgens bewust of onbewust verspreid naar de Bismarck-archipel en de Salomonseilanden. Overblijfselen van pilinoten die in de Midden-Sepik-regio zijn gevonden, werden gedateerd op 17.000 jaar oud, 15.000 jaar oud op het eiland Manus, 15.500 jaar oud op Buka en 9.000 jaar oud op Nieuw-Ierland. De eetbare noot van Pandanus antaresensis werd waarschijnlijk al ongeveer 30.000 jaar geleden verzameld, de noot van Pandanus brosimos ongeveer 10.000 jaar geleden. Pandanus julianettii, die in de hooglanden op een hoogte tussen 1800 en 2600 meter werd verbouwd, werd ongeveer 2000 jaar geleden uit P. brosimos gekweekt. Taro wordt al minstens 28.000 jaar gebruikt, gezien de leeftijd van stenen werktuigen die in Buka gevonden werden waar sporen van Taro werden gevonden. De kolonisten in de Bismarck-archipel brachten ongeveer 23.000 jaar geleden dieren van Nieuw-Guinea naar de andere eilanden, waarschijnlijk als prooidieren voor de jacht.
Al vroeg was er handel in obsidiaan. Dit vulkanische glas, dat werd gebruikt voor de productie van messen, werd verzameld in de buurt van Talasea aan de noordkust van Nieuw-Brittannië. Ongeveer 23.000 jaar geleden werd het in Nieuw-Ierland voor het eerst gebruikt. Het obsidiaan van Nieuw-Brittannië werd tot op Borneo verhandeld.
Rond 18.000 BP werd het klimaat warmer en de zeespiegel steeg. De lager gelegen gebieden overstroomden, en rond 8.500 BP verdween de landbrug tussen Nieuw-Guinea en Australië.

## Landbouw
De eerste bewoners pasten zich aan de ecologie aan, en ontwikkelden na verloop van tijd een van de vroegst bekende landbouwgebieden ter wereld. Overblijfselen van dit landbouwsysteem in de hooglanden van Papoea-Nieuw-Guinea, in de vorm van oude irrigatiesystemen, bleken minstens 10.000 jaar terug te gaan. Dit maakt het een van de oudste gebieden ter wereld waar landbouw is aangetoond. Er zijn vier regio's van de wereld waar zich volgens archeologen onafhankelijk van elkaar landbouw ontwikkelde: de Vruchtbare Halvemaan tussen de Middellandse Zee en Mesopotamië, Zuid-China, Midden-Amerika en de Hooglanden van Nieuw-Guinea.
De tuinen van de Hooglanden van Nieuw-Guinea zijn oude, intensieve permaculturen, aangepast aan hoge bevolkingsdichtheden, zeer hoge regenval (tot wel 10.000 mm per jaar), regelmatige aardbevingen, heuvelachtig land en af en toe vorst. Complexe bodembedekkingen, vruchtwisseling en grondbewerkingen werden in rotatie gebruikt op terrassen met complexe irrigatiesystemen. Een uniek kenmerk van de permacultuur in Nieuw-Guinea is de bosbouw van Casuarina oligodon, een hoge, stevige inheemse ijzerhoutboom, geschikt voor gebruik als hout en brandstof, met wortelknolletjes die stikstof binden. Stuifmeelstudies tonen aan dat hiermee werd begonnen tijdens een vroege periode van extreme ontbossing.
De Kuk-site in de hooglanden werd in 2008 door UNESCO uitgeroepen tot werelderfgoed. Vanaf ca. 7.000 BP is hier het verbouwen van suikerriet en bananen aangetoond. Resten van taro-wortels wijzen op menselijke verbouwing, gezien de plant hier van nature niet voorkomt. Ook ontwateringskanalen werden gevonden.
Met zekerheid op Nieuw-Guinea gedomesticeerde gewassen zijn bananen, sagopalmen, Cordyline sp. suikerriet, taro en  paarse yam als zetmeelplanten, Dicliptera papuana, Ficus wassa, kapiak (Ficus dammaropsis), kumu musong (Ficus copiosa), Oenanthe javanica  en pit-pit (Setaria palmifolia) als groenten, bukabuk (Burckella obovata), kuansu (Pandanus conoideus), Parartocarpus venenosa, Pouteria maclayana als fruit, en Elaeocarpus womersleyi, galip (Canarium decumanum, C. indicum, C. lamii), karuka (Pandanus julianettii) en okari (Terminalia impediens, T. kaernbachii) als noten.
Het aantonen van verdere tekenen van beschaving wordt bemoeilijkt door het vochtige tropische klimaat, waarin organisch materiaal snel vergaat. Ook is door het smelten van het landijs aan het einde van de laatste ijstijd rond 6.000 jaar BP het kustgebied overstroomd, wat de kennis over mogelijke kustculturen sterk beperkt.

## Austronesische invloed
Omstreeks 3.500 BP werd het kustgebied gekoloniseerd door Austronesische volkeren. Deze hadden zich vanuit Taiwan verspreid over de Zuidoost-Aziatische archipel en onderweg veel van de eilanden gekoloniseerd. De Austronesiërs beschikten over buitengewone vaardigheden in het reizen over de oceaan, en Austronesisch-sprekende mensen zijn sindsdien aanwezig langs een groot deel van de kustgebieden en eilanden van Nieuw-Guinea.
De mensen van de Lapitacultuur brachten het eerste aardewerk naar Nieuw-Guinea, en introduceerden de eerste veeteelt in de regio. Uit Zuidoost-Azië brachten de Austronesiërs gedomesticeerde varkens, honden en kippen. Het enige inheemse dier dat op Nieuw-Guinea half-gedomesticeerd werd, was de kasuaris.

## Vroege contacten met de Indonesische archipel
Uit de periode voor de Europese ontdekking weet men dat er enige contacten met het oosten van de Indonesische archipel waren. In het Javaanse heldengedicht Nagarakretagama uit 1365 wordt het Onin-schiereiland bij Fakfak vermeld als Wanin, een vazal van het koninkrijk Majapahit. Dit is de eerste zekere vermelding van Nieuw-Guinea in de literatuur.
De sultans van Tidore, in de Molukken, claimden soevereiniteit over verschillende kustgebieden van Nieuw-Guinea. Tijdens de heerschappij van Tidore waren de belangrijkste exportproducten van het eiland harsen, specerijen, slaven en de hoog geprijsde veren van paradijsvogels. Sultan Bakanuku, een van de beroemdste Tidore-sultans die in opstand kwam tegen de Nederlandse kolonisatie, noemde zichzelf "Sultan van Tidore en Papoea" tijdens zijn opstand in 1780. Hij dwong loyaliteit af van zowel Molukse als Papoea-leiders, vooral die van de Raja Ampat-eilanden. Na de nederlaag van Tidore kwam een groot deel van het grondgebied dat het in het westelijke deel van Nieuw-Guinea claimde onder Nederlands bestuur, als onderdeel van Nederlands-Indië.